# The Maze (альбом)
The Maze (с англ. — «Лабиринт») — четвёртый студийный альбом американского гитариста Винни Мура, выпущенный 23 марта 1999 года.

## Об альбоме
The Maze стал вторым, спустя 13 лет после записи своего первого альбома Mind’s Eye, альбомом Винни Мура вновь выпущенным на Shrapnel Records и спродюсированным Майком Варни совместно с Муром. На нём Мур вернулся к своему неоклассическому звучанию и вернул расположение прессы. Также данный альбом стал второй работой Винни Мура в записи которого принял участие Тони Макалпайн.
На некоторых импортных версиях альбома, последние две композиции «In the Healing Garden» и «Fear and Trepidation» напечатаны на задней обложке в обратном порядке. (недоступная ссылка)

## Список композиций
Слова и музыка всех песен — Винни Муром.
| №   | Название                  | Длительность |
| --- | ------------------------- | ------------ |
| 1.  | «The Maze»                | 8:42         |
| 2.  | «King of Kings»           | 5:48         |
| 3.  | «Cryptic Dreams»          | 5:33         |
| 4.  | «Never Been to Barcelona» | 4:21         |
| 5.  | «Watching from the Light» | 4:45         |
| 6.  | «The Thinking Machine»    | 4:42         |
| 7.  | «Eye of the Beholder»     | 6:00         |
| 8.  | «Rain»                    | 4:26         |
| 9.  | «In the Healing Garden»   | 6:35         |
| 10. | «Fear and Trepidation»    | 8:12         |

## Участники записи
- Винни Мур — гитара
- Дэвид ЛаРю — бас-гитара
- Шейн Гаалаас — ударные
- Тони Макалпайн — клавишные

Производство
- Майк Варни — продюсер
- Марк Ренник — звукорежиссёр
- Джеймс Мёрфи — звукорежиссёр
- Густаво Венегас — звукорежиссёр
- Пол Орофино — микширование
- Кристофер Эш — мастеринг